# Randstad

Hartă pe care sunt reprezentate populațiile celor mai mari orașe din Randstad

Randstadul (pronunție în neerlandeză [ˈrɑntstɑt]) este un megalopolis din zona central-vestică a Țărilor de Jos (Olanda) constând în principal din cele 4 cele mai mari orașe olandeze (Amsterdam, Rotterdam, Haga și Utrecht) și zonele lor înconjurătoare. Printre altele, conține Portul Rotterdam (cel mai mare port maritim din Europa, și până în 2004 cel mai aglomerat port maritim din lume), și Aeroportul Amsterdam Schiphol (unul din cele mai mari aeroporturi din Europa). Cu o populație de 7,100,000 este una din cele mai mari regiuni metropolitane din Europa, comparabil în mărime cu Milano sau Regiunea Golfului San Francisco, și cu o suprafață de aproximativ 8,287 km² este una din cele mai importante și dens populate regiuni economice din nord-vestul Europei.